# マダガスカルチュウヒダカ
マダガスカルチュウヒダカ（学名：Polyboroides radiatus）は、タカ目タカ科の鳥類の一種。

## 分布
- マダガスカル

## 形態
全長68cm。頭部から背中、翼の上半分にかけては青みがかった灰色をしており、嘴と目の周囲は黄色。嘴の先端と翼の下半分は黒色をしており、腹は黒と白の縞模様をしている。尾は黒色で、中央部は青みがかった灰色。黄色で長い脚を持ち、樹洞などにある鳥の巣から卵や雛を取ったり、木の幹を駆け上がるのに適している。

## 生態
森林に生息する。
食性は肉食性で、鳥類やその卵、小型哺乳類、爬虫類、昆虫類などを捕食する。

## 保全状態評価
- LEAST CONCERN (IUCN Red List Ver. 3.1 (2001))